# Šupljak
Šupljak (en serbe cyrillique : Шупљак ; en hongrois : Ludas) est une localité de Serbie située dans la province autonome de Voïvodine et sur le territoire de la Ville de Subotica, district de Bačka septentrionale. Au recensement de 2011, elle comptait 1 089 habitants.
Šupljak est officiellement classé parmi les villages de Serbie.

## Démographie

### Évolution historique de la population
| 1948  | 1953  | 1961  | 1971  | 1981  | 1991  | 2002  | 2011  |
| ----- | ----- | ----- | ----- | ----- | ----- | ----- | ----- |
| 3 052 | 2 975 | 2 769 | 2 246 | 1 650 | 1 427 | 1 310 | 1 089 |

|  |